# 国防保安法
《国防保安法》 （日语平假名：こくぼうほあんほう）是大日本帝国于1941年（昭和16年）颁布实施的法律。

## 概述
国防保安法其目的在于保护国家机密中的政治机密 。1941年3月7日颁布 5月10日施行。同年5月12日，开始在包括外地在内的全国范围内施行防谍周。
该法律的适用对象包括泄露御前会议、枢密院会议、内阁会议之内容，及为这些会议所准备的内容在内的国家机密；其他旨在通敌的间谍活动；散步妨害治安的内容；妨碍国民经济之运行，以及其未遂件和教唆、煽动、预备以及预谋行为。 最高刑罚是死刑。
在刑事诉讼程序方面，该法赋予检察官广泛的强制搜查权。审判程序在原则上采用二审制，对于辩护律师的选任和人数亦有所限制 。
第二次世界大战结束后的1945年10月13日，日本政府根据GHQ的指示，以昭和20年敕令第568号宣告废除国防保安法。  。

## 相关项目
- 军机保护法
- 治安维持法
- 佐尔格（佐尔格案之审判曾采用本法）
- 特定秘密保护法（根据日本共产党的主张，该法与与上述国防安全法有一些共同点）